# 小林通孝
小林通孝（日语：小林 通孝，1955年8月28日—），日本男性配音員。出身於千葉縣茂原市。身高170cm。A型血。

## 人物簡介
本名相同。千葉縣立一宮商業高等學校畢業。現在是青二Production所屬，以前經歷向日葵劇團、東北新社養成所（第5期）、赤木演劇研究所、K-Production （页面存档备份，存于）、放送表現教育中心。
一時期間藝名新田三士郎（にった さんしろう），並在2000年7月於演員&聲優培訓學校開辦「新田塾」。直到2005年5月又改回本名作藝名，同時將「新田塾」改名為「聲優塾VoiceHeart」。
為人熟悉的代表配音作品有《未來警察浦島人》主角浦島隆、《雷射戰士》的象人、《聖鬥士星矢》的天箭座德里密、《惡魔君》的約爾格、《熱血最強》的中島辰男&藤吉雅夫、《ONE PIECE》的亞索夫、《機動戰士鋼彈III 相逢宇宙篇》的強·約翰等。
興趣和特長是打網球、高爾夫、棒球。

## 演出
粗體字表示主要角色。

### 電視動畫
1980年
- 原子小金剛 (1980年版)（少年D、隊員C）

1982年
- The♥南瓜酒（隆夫）
- 衝鋒勝平（日语：ダッシュ勝平）
- 心跳今夜（醫生）

1983年
- 騎士愛我（日语：愛してナイト）（杉）
- 銀河疾風（曼特巴、傑爾、男子A、男子、部下）
- 未來警察浦島人（浦島隆）
- 魔法小天使

1984年
- OKAWARI-BOY Starzan S（日语：OKAWARI-BOY スターザンS）（浦島隆）
- Gu-Gu甘莫（日语：Gu-Guガンモ）（藏前老師、角桑、摔角警官）
- 北斗神拳（的部下、從者〈A〉、部下A、士兵、的部下〈A〉）
- 宗谷物語（日语：宗谷物語）（水兵、青木、吉田、無線士、犬係、觀測員、航海士）
- 超時空騎兵（士兵A）
- 電腦戰士雷薩里昂（象人、艾瑞克·席德、佐佐木、管制官、警備兵）
- 夢戰士WING-MAN（日语：ウイングマン）（福本、警官、戦斗員B、店員）

1985年
- 惡魔島的王子 三眼神童（惡童）
- 鬼太郎 (第3作)（朱之盤、油〈初代〉、警官、作業員A、店員、妖怪傘、廣播、主持人、漁師A、村人A、健、社員B、2、餓鬼B、妖怪C、妖怪、破掉的提燈籠、河童、小偷A、男教師、番長C）
- 金比羅小子（日语：コンポラキッド）（蘭[5]）

1986年
- 銀牙 -流星 銀-（陣內[6]）
- 一氣人（日语：剛Q超児イッキマン）（主審）
- 聖鬥士星矢（天箭座德里密、年輕時的童虎）
- 七龍珠（店員、紅緞帶軍團士兵、紅、士兵B、士兵D）

1987年
- 橙路（廣播、男性、高中生、小松的哥哥、衝浪男子、青年、男學生、中學生、不良）
- 北斗神拳2（吉伊、賽亞、布魯斯、戰士、士兵）
- 變形金剛：頭領戰士（ハイブロウ、{、{、{ 等）
- 聖魔大戰（助傳、天魔、人狩魔僧、真空破鬼、魔色、裏闇、銳魔）

1988年
- 奇天烈大百科（尖浩一〈初代〉、黨羽A）
- 鬥將!! 拉麵男（部下、金鬼、珍）
- 妳好！淑女小琳（日语：レディ!!#ハロー！レディリン）（艾瑞克）
- 甜蜜小天使 (1988年版)（ギョロ、光、男）
- 燃燒吧！哥哥（艾安）

1989年
- 惡魔君（約爾格）
- 西瓜皮先生（秘書、服務生、菁英社員、旁白、壽司屋主人、隆）
- 獸神萊卡（ギガメノン）
- 新仙魔大戰（麵包助）
- 彼得潘的冒險（黑斗篷A）

1990年
- 功夫貓黨（松吉）
- 魔神英雄傳2（服務生）
- 夠了！阿太郎 (1990年版)（日语：もーれつア太郎）（醫生）
- 長腿叔叔（阿瑪賽）

1991年
- 宇宙小超人 3000萬光年尋找母親（日语：ウルトラマンキッズ 母をたずねて3000万光年）
- 櫻桃小丸子 (第1期)（老人）
- 金魚注意報（化學老師）
- 蓋特機器人號
- 少年阿貝（日语：少年アシベ）（親方、秋雄、西尾）
- 快樂的嚕嚕米一家 冒險日記（近衛兵）
- 橫山光輝 三國志（荀彧〈第2代〉）

1992年
- 超仙魔大戰（魔戎、魔魔、側近機器人、赤商人、逃水鬼）
- 七龍珠Z（貨車司機、警官）
- 美少女戰士（男、庫克、婚約者、麻藤監督）

1993年
- 足球風雲（三橋英二郎、小柳仁）
- 熱血最強（中島辰男、藤吉雅夫、高中生）
- 龍虎之拳（部下B）

1994年
- 七海的堤可（科學者A、員）

1995年
- 世界名作童話系列 Wao！童話王國（日语：世界名作童話シリーズ ワ〜ォ!メルヘン王国）（養蜂家、小丑）

1996年
- 鬼太郎 (第4作)（榊、車掌貓、烏鴉天狗、佐佐木、隆三、朝男、廣播）

1997年
- 金田一少年之事件簿（九條章太郎）

1998年
- 危險調查員（部下B）

1999年
- ONE PIECE（亞索夫）

2000年
- 爆裂戰士戰藍寶（頭目、變色龍）

2003年
- ONE PIECE（亞曼達的父親）

2004年
- 武士槍俠（日语：サムライガン）（留）

2005年
- 我們這一家（水島太太的丈夫）
- 哆啦A夢 (大山羨代版)（隨從）

2008年
- 鬼太郎 (第5作)（所長）
- 旁邊的兒童 我的火腿組（日语：はたらキッズ マイハム組）（裁判長哈姆）
- 魔法使的條件 ～夏日天空～（子連的父親）

2009年
- 海物語 ～有你相伴～（叔叔）
- 洋葱和尚朝太郎（日语：ねぎぼうずのあさたろう）（小桃的父親）

2010年
- 數碼寶貝合體戰爭（天使獸）

2012年
- ONE PIECE 魯夫特別篇 ～手掌島的冒險～（亞索夫）

2017年
- ONE PIECE 東海特別篇 ～魯夫與四位夥伴的大冒險～（日语：ONE PIECE エピソードオブ東の海 〜ルフィと4人の仲間の大冒険!!〜）（亞索夫）

2019年
- 櫻桃小丸子 (第2期)（老人）

### 電影動畫
1982年
- 機動戰士鋼彈III 相逢宇宙篇（強·約翰）

1984年
- SF新世紀銀河戰士（接線員[7]）

1985年
- 劇場版 Gu-Gu甘莫（日语：Gu-Guガンモ）（角桑）
- 喀喀喀的鬼太郎（朱之盤）

1986年
- 渥太利亞（日语：ウインダリア）（士兵）
- 強殖裝甲（莫爾莫特）
- 喀喀喀的鬼太郎：妖怪大戰爭（吸血狼）
- 喀喀喀的鬼太郎：最強妖怪軍團！登陸日本!!（妖怪傘）
- 七龍珠：神龍傳說（司機）
- 劇場版 北斗神拳
- 劇場版 楓葉鎮物語（日语：メイプルタウン物語 (1986年の映画)）（助手A）

1987年
- 聖鬥士星矢：邪神艾莉絲（矢座之魔矢）
- 劇場版 新楓葉鎮物語 棕櫚鎮篇 ～你好！新的小鎮～（日语：新メイプルタウン物語 パームタウン編 (1987年の映画)）（新聞記者）

1988年
- 劇場版 銀河英雄傳說：我的征途是星辰大海（托尼歐[8]）
- 聖魔大戰：第一次聖魔大戰（助劍）

1989年
- 劇場版 惡魔君（ユルグ）
- 伊勢灣颱風物語（日语：伊勢湾台風物語）（木村老師）
- 大蜜蜂 HYPER-PSYCHIC-GEO GARAGA（日语：ギャラガ (アニメ映画)）（接線員）

1990年
- 劇場版 靈幻小子：歡迎來到惡魔樂園!!（ユルグ）

1991年
- 在後面的那個人是誰（日语：うしろの正面だあれ）

1993年
- 叮噹小恐龍（日语：遠い海から来たCOO）（弗雷上尉）
- 三國志 第二部 燃燒的長江！（丁奉）

1994年
- 三國志 完結篇·遼闊的大地（劉禅）

1995年
- 卡塔君物語（日语：カッタ君物語）
- MEMORIES「最臭兵器」（記者）

1996年
- 金田一少年之事件簿：歌劇院新殺人事件（警官）

2022年
- ONE PIECE FILM RED（耶穌布[9]）

### OVA
1985年
- 戰鬥吧!! 伊庫薩1（富士貳號隊員B）

1986年
- Wanna-Be's（日语：ウォナビーズ）（裁判）
- 加州危機 追擊的槍火（日语：カリフォルニア・クライシス 追撃の銃火）（士兵）
- 裝鬼兵MD蓋斯特（日语：装鬼兵MDガイスト）（隊員）
- Babi Stock II The Revenge of Eyesman 愛之鼓動的彼方（隊長）
- Roots Search 食心物體X（日语：ルーツ・サーチ 食心物体X）（雷蒙德）

1987年
- 禁斷默示錄 Crystal Triangle（日语：禁断の黙示録 クリスタル・トライアングル）（港）
- 超獸機神斷空我 GOD BLESS DANCOUGA（凱伊·貝克林）
- TWD EXPRESS ROLLING TAKEOFF（日语：TWD EXPRESS#OVA）（XR-15）
- 破邪大星彈劾凰（日语：破邪大星ダンガイオー）（多姆東）

1988年
- 銀河英雄傳說（托尼歐）
- 哭泣殺神（裁判、副操作士）
- 遠山櫻宇宙帖 那傢伙的名字叫哥魯德（日语：遠山桜宇宙帖 奴の名はゴールド）（男子B）
- 特搜戰車隊DOMINION（日语：ドミニオン (漫画)）（係官、隊員）

1989年
- 紅牙 Blue Sonnet（日语：紅い牙）（村木）
- 天使夜未眠（日语：アーシアン）（男子）
- ARIEL（研究所員B）
- 超獸機神斷空我 白熱之終章（秘書）
- 巴歐來訪者（士兵）
- 真·魔神英雄傳 魔神山篇（戰部渡的父親）
- 妖魔（日语：妖魔 (漫画)）（追忍、妖樹）
- Riding Bean（日语：ガンスミスキャッツ#ライディングビーン）（莫里斯）

1990年
- 奧特曼塗鴉 歡迎來到奧特曼國度！（日语：ウルトラマングラフィティ おいでよ!ウルトラの国）（A）
- 妙齡女大亨（日语：クレオパトラD.C.）（羅伯特、電腦）
- 羅德斯島戰記（村人、黑暗精靈B、魔導師）

1991年
- 乙姬CONNECTION（日语：乙姫CONNECTION）（關內）
- 3×3 EYES（人妖2）
- 創龍傳（橫瀨昭次）
- 魍魎戰記MADARA（日语：魍魎戦記MADARA）（淒斬刃雙臀）

1992年
- 機神兵團（日语：機神兵団）（半澤機關助士）
- 機械巨神 地球靜止之日（特古特爾·多蘭波、血風連）
- Nozomi♡Witches（日语：のぞみウィッチィズ）（廣播）
- 琉璃色公主（日语：るり色プリンセス）（賽拉）

1993年
- 偶像防衛隊（主持人〈男〉）
- 銃夢
- 紺碧艦隊（巖田新吾、藏田育之進〈初代〉）
- 魔神英雄傳 -沒有終結的故事-（老師）※新田三士郎名義。

1995年
- 紺碧艦隊（尾方四郎）

1999年
- 旭日艦隊（日语：旭日の艦隊）（村田藏六）

2008年
- 念佛物語 親鸞大人 祈福、然後 光。（日语：念仏物語#念仏物語 親鸞さま ねがい、そして ひかり。）

2010年
- ONE PIECE FILM 強者天下 EPISODE: 0（亞索夫）

### 遊戲
1987年
- 拉普拉斯之魔（文森）

1989年
- 伊蘇I·II（日语：イースI・II#イースI・II（PCE版））（路塔·亞馬）

1990年
- 福星小子 STAY WITH YOU（日语：うる星やつら STAY WITH YOU）

1991年
- 伊蘇III（坑夫·杜伊）

1992年
- （杜嘉）
- 銀河少女傳說（日语：銀河お嬢様伝説ユナ）（神樂坂優奈的父親之外的男性角色、旁白）[注 1]
- 英雄傳說II（拜歐拉的師傅）

1998年
- 2（白星譽、酒駕司機、竊盜集團、氣球叔叔、氣球叔叔改）

2000年
- 新世代機器人戰記2（日语：ブレイブサーガ2）（布萊爾）

2005年
- ONE PIECE 偉大航路之爭！RUSH（日语：ONE PIECE グラバト! RUSH）（亞索夫）

2006年
- 戰艦砲手2 鋼鐵的咆哮（日语：ウォーシップガンナー2 鋼鉄の咆哮）（艾伯特·加特納）
- JoJo的奇妙冒險 幻影血脈
- 洛克人ZX（夫爾布、杜拉德）

2015年
- 波波羅古洛伊斯牧場物語（日语：ポポロクロイス牧場物語）（莫里西歐[10]）
- 人中之龍0 誓言的場所（山野井）

### 廣播劇CD、卡式錄音帶
- 蒼之摩訶羅闍（日语：蒼のマハラジャ）
- 吸血鬼獵人D 迎風而立（邁爾）
- 集英社卡式錄音帶系列 魁!! 男塾 天挑五輪大武會篇（實況）
- ZX GIGAMIX（夫爾布、情侶男性）
- 熱血最強 SAURERS NOTE,3（藤吉雅夫）
- 劍之世界SFC2 巨人傳說序章1（勞爾斯）
- 永恆傳奇 廣播劇CD（特朗索姆·巴里爾）
- 日川玲子（日语：ひかわ玲子）原作 巴賽特英雄傳 ELVERZ（日语：ひかわ玲子） 卡式錄音帶文庫（哈勒副將軍）
- 魔神英雄傳3 虎王物語 虎王傳說 CD劇場3 千年戀歌篇（日语：魔神英雄伝ワタル (ラジオ)#CDシネマ 魔神英雄伝ワタル3）（赤胴氏彥）
- 街 第Q之男 ～Q是question的Q～（日语：街 〜運命の交差点〜#ラジオドラマ）（鷺山）
- 羅德斯島戰記2 宿命的魔術師（ラスター公）

### 外語配音
※作品依英文名稱及英文原名排序。

#### 電影
- 大巧局 ※TBS版。
- 中華戰士（英语：Magnificent Warriors） ※VHS版。
- 布偶占領曼哈頓（英语：The Muppets Take Manhattan）（廚師（英语：Swedish Chef）〈吉姆·亨森〉）※CBS／FOX（英语：20th Century Studios Home Entertainmen）版。
- 星際大戰四部曲：曙光乍現 ※劇院公映版。

#### 電視影集
- 飛龍特攻隊（指揮官、機器人）
- ONE PIECE（耶穌布）
- 三國演義（少年時期的劉禪）※NHK-BS2版。
- 大青蛙布偶秀
  - 布偶奇遇記（英语：Fraggle Rock）

#### 動畫
- 霹靂特警貓（T-Bone〈Charlie Adler〉）

### 特攝影集
- 超級銀河大怪獸格鬥 NEVER ENDING ODYSSEY（日语：ウルトラギャラクシー大怪獣バトル NEVER ENDING ODYSSEY）（三面怪人達達（RB）的聲音）
- 假面騎士Decade（判事的聲音）

## 腳註

## 外部連結
- 小林通孝｜青二Production （页面存档备份，存于） （日語）
- 聲優塾VoiceHeart的官方網站 （日語）